# Pastor Rodríguez
Pastor Rodríguez Barros (Ponteareas, 23 dicembre 1922 – ...) è stato un ciclista su strada spagnolo.

## Carriera
Fratello dei più famosi Manuel Rodríguez e Delio Rodríguez, entrambi vincitori della Vuelta a España, e di Emilio Rodríguez, anch'egli ciclista professionista, è stato l'unico della famiglia a non aver ottenuto successi tra i professionisti, ma è stato anche colui che per meno anni ha corso fra i professionisti, dal 1945 al 1949 soprattutto da individuale. Tra i suoi risultati più significativi ci sono il secondo posto nella Vuelta a Galega del 1946 ed il terzo nel Gran Premio de Llodio 1949.

## Piazzamenti

### Grandi giri
- Vuelta a España

1945: 15º
1946: 14º
1948: ritirato